# Netzwerk LSBTTIQ Baden-Württemberg
Das Netzwerk LSBTTIQ Baden-Württemberg  ist ein überparteilicher Zusammenschluss von über 140 Gruppen, Vereinen und Initiativen aus dem Bereich der Bürgerrechts- und Selbsthilfeorganisationen für lesbische, schwule, bisexuelle, trans, intergeschlechtliche und queere Menschen in Baden-Württemberg.

## Ziele und Organisationsstruktur
2012 gründeten über 40 verschiedene Gruppen und Initiativen das Netzwerk als einen überparteilichen und weltanschaulich nicht gebundenen Zusammenschluss. Der Auftakt war im September in Stuttgart, die Konstituierung als Netzwerk in Mannheim und die Vereinsgründung des Netzwerkes als juristische Person in Freiburg. 
Das Landesnetzwerk hat sich zum Ziel gesetzt, die Zusammenarbeit der verschiedenen Mitgliedsgruppen auf Landesebene zu fördern, sich für das Recht auf eine selbstbestimmte sexuelle und geschlechtliche Identität einzusetzen sowie die Interessen von LSBTTIQ-Menschen gegenüber landespolitischen Entscheidungstragenden zu vertreten. Innerhalb des Netzwerks existieren verschiedene Themengruppen, die Handlungsempfehlungen, Positionen und Beschlussvorlagen für das Plenum erarbeiten.
Als Vorstand fungiert ein Sprechendenrat, dem die Koordination des Verbandes und die inhaltliche Vorbereitung obliegt. Seine Amtszeit beträgt ein Jahr.
Seit 2015 gehört das Netzwerk dem Landesfrauenrat Baden-Württemberg an.

## Aktivitäten

### Aktionsplan für Akzeptanz und gleiche Rechte
Das Netzwerk gehört seit 2012 dem Beirat für die Entwicklung eines Aktionsplanes gegen Diskriminierung und Vorurteile des
baden-württembergischen Sozialministeriums an. Der Aktionsplan entstand unter der Leitung von Ministerin Katrin Altpeter (SPD).  Das Netzwerk war als Vertretung der Regenbogen-Community als ständiges Mitglied im flankierenden Gremium bis zur Fertigstellung des Aktionsplanes aktiv in den Beratungsprozess und in dessen Erstellung eingebunden. Am 16. Juni 2015 beschloss das grün-rote Kabinett die Vorlage unter dem Titel Aktionsplan für Akzeptanz und gleiche Rechte. Die Landesregierung vereinbarte darin die Zusammenarbeit mit dem Netzwerk LSBTTIQ als Kooperationspartner und definierte gemeinsame Ziele, „um Diskriminierungen nachhaltig abzubauen und den Interessen der betroffenen Personen Gehör zu verschaffen“. Die geplanten Maßnahmen umfassten unter anderem die Stärkung von LSBTTIQ-Menschen mit Migrationshintergrund, die historische Aufarbeitung der Verfolgung homosexueller Menschen sowie die Verbesserung der rechtlichen Gleichstellung von trans- und intergeschlechtlichen Menschen.
Kritisiert wird der Aktionsplan von der CDU-Fraktion im Landtag und von der Alternative für Deutschland.
2016 traf sich der Beirat unter der folgenden grün-schwarzen Landesregierung erstmals am 23. November in seiner neuen Besetzung. Unter der Leitung von Minister Lucha wird der Aktionsplan weitergeführt. Der Beirat soll nun den Dialog zwischen Verwaltung, LSBTTIQ-Community und der Zivilgesellschaft stärken. Zweimal im Jahr finden Treffen an wechselnden Orten statt (Staats-, Finanzministerium etc.). Das Netzwerk LSBTTIQ entsendet für die laufende Legislaturperiode zehn persönlich gewählte Delegierte. Sie bringen ihre Fachexpertise für die politische Netzwerkarbeit und insbesondere die Themen Jugend, Schulaufklärung, Beratung, Transsexualität, Geschichte, Arbeit und Regenbogenfamilie ein, eine Kurzform lautet Fachbeirat.
An 50 Jahre „Stonewall Inn Riots“ erinnernd, setzt das Sozialministerium die Dachmarke Aktionsjahr 2019. Alle Ministerien, die Zivilgesellschaft und die Regenbogencommunity können durch Veranstaltungen jeglicher Art an den Beginn der international vernetzten Emanzipationsbewegungen erinnern, um Akzeptanz für lesbische, schwule, bi-, trans-, intersexuelle, transgender und queere Menschen zu fördern.

### Andere Aktivitäten
Mit dem im Netzwerk entwickelten Projekt Landesweite Beratung für lesbische, schwule, bisexuelle, transsexuelle, transgender, intersexuelle und queere Menschen startete das Netzwerk 2015 die schrittweise Verbesserung des Beratungsangebots zu LSBTTIQ-Anliegen in Baden-Württemberg. Von zunächst drei Beratungsangeboten stieg die Anzahl auf derzeit 16 Beratungsangeboten mit fachlicher Ausbildung der Community. So konnte das Netzwerk landesweiter Beratungsangebote für lsbttiq Menschen in Baden-Württemberg von drei Standorten im Jahr 2015 auf derzeit 16 Angebote für eine fachlich fundierte Beratung erweitert werden. Eine zunehmende Vernetzung, fortgesetzte Qualifizierung innerhalb der beteiligten Organisationen sowie die verpflichtenden Prozesse und Standards sichern die hohe Qualität der Beratung. Seit November 2021 besteht zudem das Angebot einer Online-Beratung. Seit Mai 2018 bietet das Projekt Fortbildungen und Schulungen zu Trans- und Intergeschlechtlichkeit, ergänzend Angebote zur Aufklärung und Sensibilisierung.
Im Mai 2016 wurde im Rahmen des Projekts zur Förderung von angeleiteten Coming-Out-Gruppen für LSBTTIQ Jugendliche und junge Erwachsene in Baden-Württemberg eine Webseite mit einer Übersicht von Coming-Out-Gruppen und Jugendgruppen veröffentlicht. Beim Projektstart waren sieben Gruppen vertreten. Gefördert wird das Projekt durch das baden-württembergische Sozialministerium aus Mitteln des Zukunftsplans Jugend.
In der öffentlichen Auseinandersetzung um den Bildungsplan 2015 für Baden-Württemberg unterstützt das Netzwerk grundsätzlich das Reformvorhaben der Landesregierung, kritisiert aber zugleich die Inhalte als nicht konsequent genug.

## Publikationen
- Pflege, Biographie und Vielfalt - Begleitung von LSBTTIQ-Menschen in Baden-Württemberg, 2019
- Systematische Schutzbedarfserhebung und Umsetzung von Schutzgarantien für LSBTTIQ Geflüchtete - Verfahrensvorschlag, 2018
- Anders und gut! - Broschüre in leichter Sprache. 2017
- Coming Out – Alles was Du wissen solltest, 2015
- Themenheft: Zwischenergebnisse der Themengruppen des Netzwerks, Februar 2015 (2013)
- Lexikon der kleinen Unterschiede. Begriffe zur sexuellen und geschlechtlichen Identität, hg. v. Ministerium für Arbeit und Sozialordnung, Familie, Frauen und Senioren Baden-Württemberg unter Mitwirkung des Netzwerk LSBTTIQ Baden-Württemberg, 2015